# Warburgiella concavifolia
Warburgiella concavifolia är en bladmossart som beskrevs av Thériot 1910. Warburgiella concavifolia ingår i släktet Warburgiella och familjen Sematophyllaceae. Inga underarter finns listade i Catalogue of Life.